# 李雪莹 (政治人物)
李雪莹（1941年7月—），女，原籍福建安溪，生于印度尼西亚，中华人民共和国政治人物，中华全国总工会原书记处书记，中华全国归国华侨联合会原副主席。